# Солона Світлана Іванівна
Солона Світлана Іванівна (*16 березня 1952, Полтава) - поетеса, публіцист, журналіст, громадський діяч.

## Біографія
Народилася 16 березня 1952 року в Полтаві в родині службовців. Навчалася у восьмилітній школі №4 та середній - № 23. Літературну творчість розпочала в шкільні роки: у 23 полтавській школі (російськомовній) відвідувала літературну студію «Подснежник», була редактором шкільної газети «Старшокласник» та класної - «Мрія». Саме там були опубліковані її перші прозові та поетичні твори. Часто на уроках української та російської мови писала віршовані твори. Закінчила торговий технікум (нині Комерційний). З 1980 року мешкає в Градизьку (звідти родом чоловік). З 1983 р. на довгі роки була хворобою прикута до ліжка. Першу свою книгу опублікувала у 2004 році, так відзначивши 20-ти річчя боротьби з підступною хворобою – вірші різних років.
Кореспондент газети «Градизький вісник», працювала коректором видавництва «Полтавський літератор» з 2010 р. до 2013 р. Друкувалася в газетах: «Україна молода», «Полтавська думка», «Добродій», «Зоря Полтавщини», «Незборима нація», «Зоря Придніпров’я», «Районні вісті», «Зоряна криниця». 
Один з упорядників та авторів альманаху «Моя Глобинщина-2006, 2007, 2008, 2011». 
Член Полтавської спілки літераторів, Міжнародної літературно-мистецької організації «Арт Модерн» м. Луцьк Волинська обл., прес-референт Градизької громадської жіночої організації «Троянда», засновник та голова Градизького літературно-поетичного клубу «Чебрецевий цвіт» імені Івана Білика. Працювала коректором у видавництві «Полтавський літератор» з 2011 по 2013 рік. 
Часто зустрічається з учнями шкіл Градизька, бере участь у святкових заходах БК “Україна” та “Героїв Дніпра” селища, веде активне громадське життя.

## Поетичні твори:
1. «Над Пивихою пісня лунає», 2004, перевидана 2005, АСМІ, Полтава
2. «Остання сповідь Марусі Чурай», 2004, перевидана 2005, АСМІ, Полтава
3. «І досі пам’ятаю» (автобіографічна), 2006, АСМІ, Полтава
4. «Благословенна Градизька земля», 2006, АСМІ, Полтава
5. «Від печалі до радості», 2010, АСМІ, Полтава
6. «Цвіт чорнобривців», 2012, АСМІ, Полтава
7. «Холодного Яру криниці», 2018, ««Novabook», Кременчук
8. «Лине серце моє до Одеси», 2019, ««Novabook», Кременчук

## Прозові твори:
1. «Шовкова стрічка», повість для школярів, 2011, «Полтавський літератор», Полтава
2. «Градизьк на перехресті століть» - повість для школярів, 2012, «Полтавський літератор», Полтава
3. «Зустрічай, Одесо, вишиванки», нарис про конкурс «Українська мова – мова єднання», 2013, АСМІ. Полтава
4. «Панночка з локонами» до 200-річчя від дня народження Т.Г.Шевченка, 2014, АСМІ, Полтава
5. «Градизьк – прадавнє місто Воїнь Городище», краєзнавчий нарис (за давньобулгарськими літописами) в співавторстві з Віктором Солоним, 2010, АСМІ, Полтава
6. «Історичними, науковими та літературними стежками гори Пивихи», краєзнавчий нарис (за давньобулгарськими літописами) в співавторстві з Віктором Солоним, 2020,«Novabook», Кременчук

## Колективні альманахи, в яких Світлана Солона редактор, укладач і автор:
1. «Моя Глобинщина» 1 - автор, 2006, «Поліграфсервіс», Глобине
2. «Моя Глобинщина» 2 - упорядник, автор, 2007, «Поліграфсервіс», Глобине
3. «Моя Глобинщина» 3 - упорядник, автор, 2008, «Поліграфсервіс», Глобине
4. «Цвіт чебрецевий» 1, всеукраїнський альманах - редактор, упорядник, автор, 2010, «Полтавський літератор», Полтава
5. «Моя Глобинщина» 4 – упорядник, автор, 2011, «Полтавський літератор», Полтава
6. «Цвіт чебрецевий» 2, всеукраїнський альманах - редактор, упорядник, автор, 2013, АСМІ, Полтава
7. «Цвіт чебрецевий» 3, всеукраїнський альманах - редактор, упорядник, автор, 2015, «Novabook», Кременчук
8. «Історія Градизької райлікарні» – редактор, упорядник, співавтор нарису, світлої пам’яті, Ольги Коваленко, 2016, «Novabook», Кременчук
9. «Цвіт чебрецевий» 4, всеукраїнський альманах - редактор, упорядник, автор, 2017, «Novabook», Кременчук
10. «На узбережжі слова» - автор, альманах лауреатів конкурсу «Українська мова – мова єднання», 2017, «Технодрук», Чернівці
11. «Цвіт чебрецевий» 5, всеукраїнський альманах - редактор, упорядник, автор, 2018, «Novabook», Кременчук
12. «Шляхами неоголошенної війни» - автор у поетичному розділі «З Україною в серці», упорядник і автор редактор газети «Зоря Придніпров’я» Вікторія Сусід, 2018, Ужгород.
13. «Кларнети Глобинського краю» - автор, 2020, «Novabook», м.Кременчук

## Нагороди
- Лауреат конкурсу «Звезда полей–2008» [Архівовано 28 березня 2014 у Wayback Machine.] в номінації – «Українська поезія», творчої спілки ім. М.Рубцова м. Москви
- Як автор ідеї, упорядник, редактор і один з авторів альманаху «Цвіт чебрецевий» (2010), отримала Диплом лауреата в конкурсі «Найкраща книга Полтавщини» (2010)
- Відзнака лауреата XII Загальнонаціонального конкурсу в м. Одесі «Українська мова – мова єднання» в номінації «На видноті всього світу» (2011)
- Дипломант конкурсу літературно-мистецької премії ім. Володимира Малика в м. Лубни (2011)
- Відзнака лауреата XII Загальнонаціонального конкурсу «Українська мова - мова єднання» в номінації «На видноті всього світу» в м.Одесі (2011)
- Подяка за повість «Шовкова стрічка» (2011) літературно-мистецької премії ім. Володимира Малика в м. Лубни (2012)
- Лауреат XIII Загальнонаціонального конкурсу в м. Одесі «Українська мова – мова єднання» в номінації «Мовне багатоголосся» (2012)
- Лауреат конкурсу літературно-мистецької премії ім. Володимира Малика в м. Лубни в номінації «Література та публіцистика» (2014)
- Лауреат XV Загальнонаціонального конкурсу в м. Одесі «Українська мова – мова єднання» в м. Одеса, як упорядник, редактор і автор альманаху «Цвіт чебрецевий» (2014)

## Джерело
- Електронічна книжниця
- Лауреати премії Малика
- Лауреат "Звезда полей-2008" [Архівовано 28 березня 2014 у Wayback Machine.]
- Книги. Полтавська бібліотека для юнацтва ім О. Гончара
- Документи. Полтавська бібліотека для юнацтва ім. О. Гончара
- Полтавський літератор. П'ятірка виданих книг
- Глобинська районна рада [Архівовано 28 березня 2014 у Wayback Machine.]